# 豬大腸

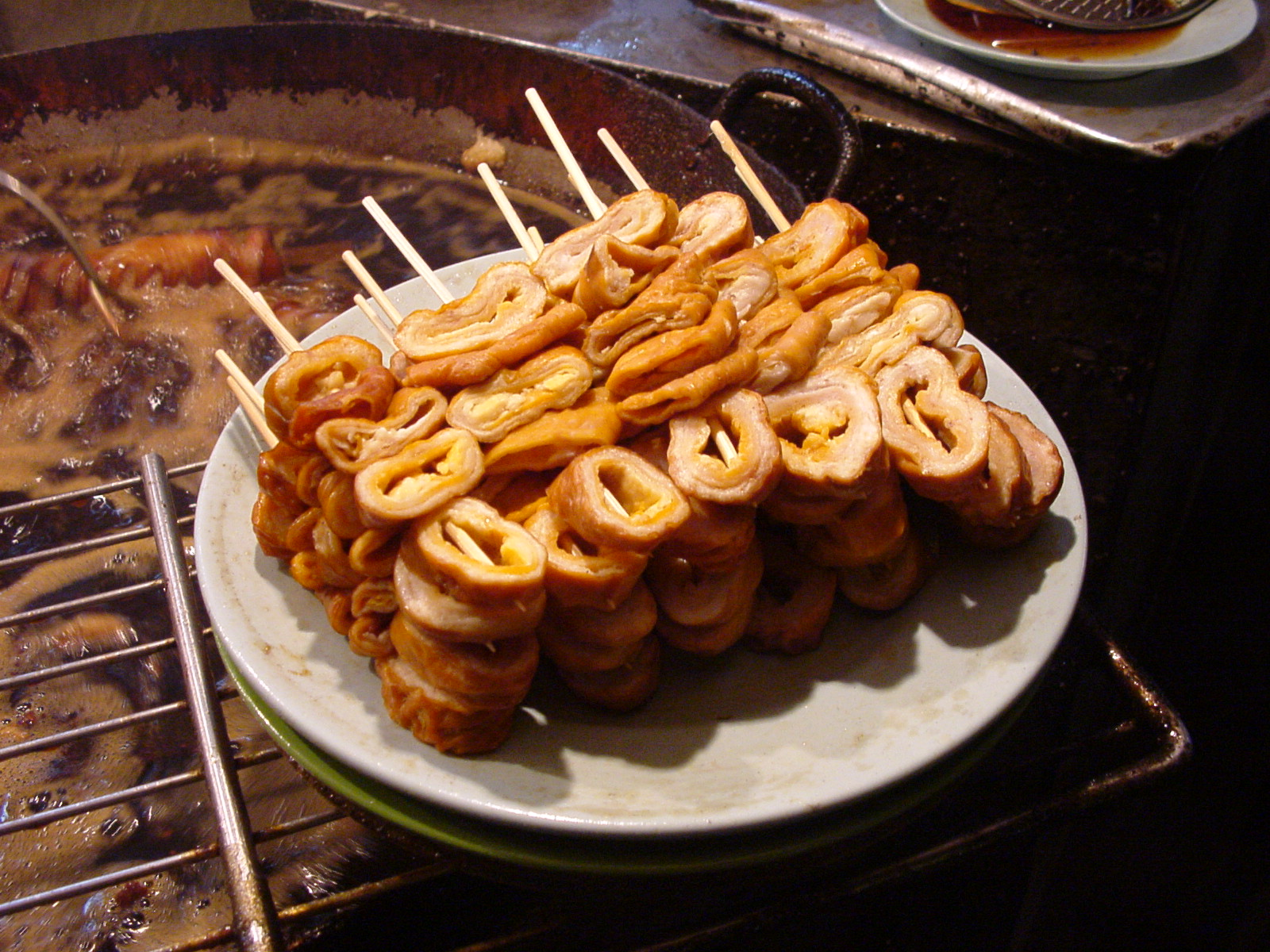
炸豬大腸

豬大腸也叫肥肠，是一種常見的豬內臟副食品。

## 料理

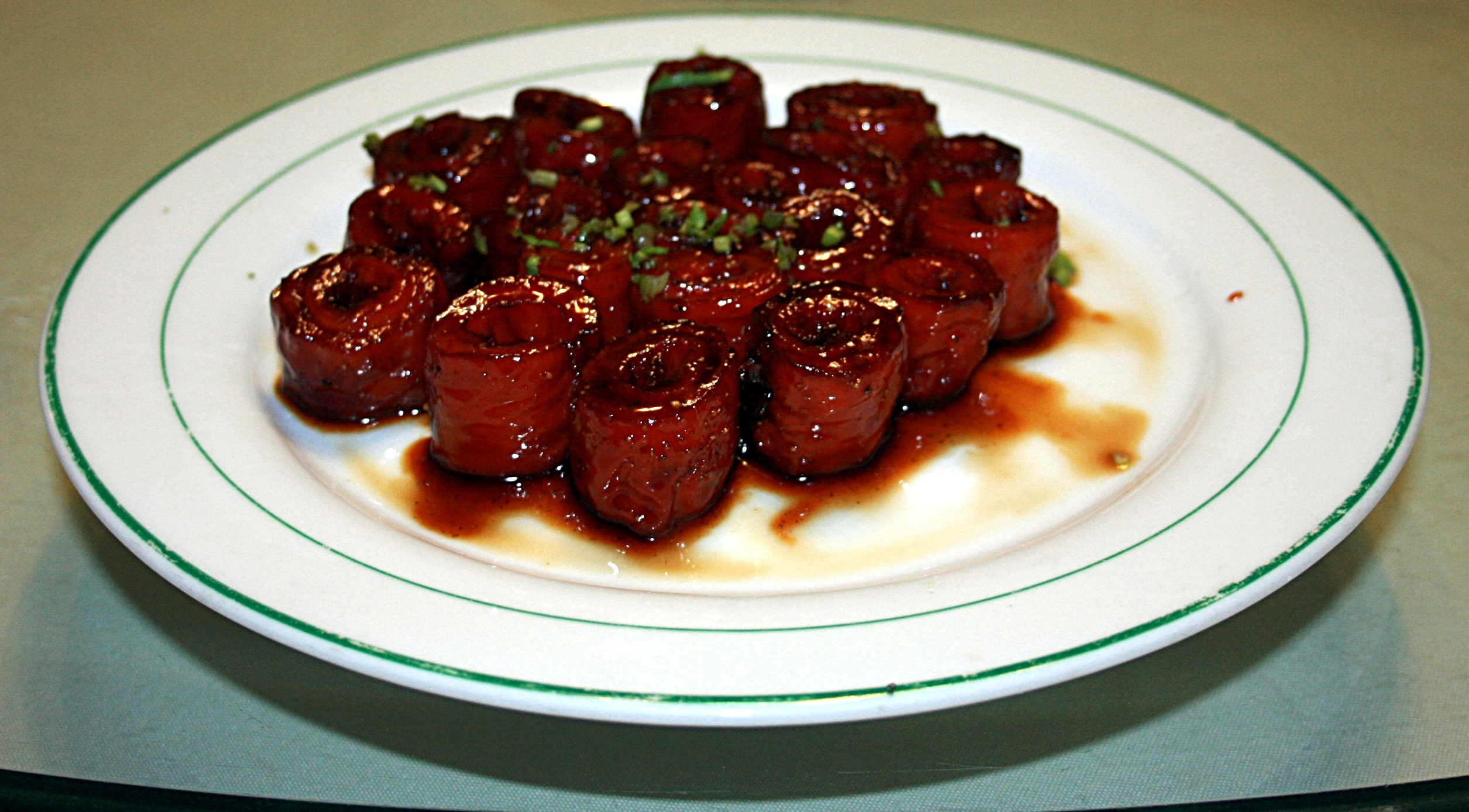
山东省常见的九转大肠

- 大腸豬血湯：將豬大腸、豬血塊、酸醃芥菜水煮成湯，華南地區多作為早餐伴食炒麵。
- 五更腸旺：將豬大腸、豬血塊、朝天椒、五香、八角等香料及醬油一起滷煮。雖非川菜，但常見於台灣的川菜館。
- 肠旺面：贵州小吃
- 炸豬大腸：是廣東及香港的小吃。豬大腸清洗乾淨後，灑上胡椒粉，炸至內軟外脆[1]。
- 薑絲大腸：把薑切成絲，加醋燴炒豬大腸或豬肚，適合於天熱食慾不佳時。
- 大腸麵線
- 糯米腸：把糯米和其他配料釀入豬大腸裡
- 爆炒肥腸：是中國北方菜式。熱油下入姜、蒜、乾辣椒爆香，放入煮至半熟的大腸爆炒，隨後加入青椒、胡蘿蔔等配菜炒熟，用生抽調味。
- 九轉肥腸：鲁菜菜式

## 參看
- 豬血湯
- 香港街頭小吃
- 粉腸